# Monte Joana
Monte Joana es una localidad caboverdiana del municipio de Ribeira Grande.

## Geografía
La localidad está situada en la isla de Santo Antão.

## Organización territorial
La localidad abarca los lugares y barrios de:
- Aboboda
- Matinho de Baixo
- Matinho Leste
- Monte Joana
- Monte Joana de Baixo
- Monte Joana de Cima
- Ribeira das Burras
- Ribeirão Grande